# Brad Sherman
Bradley James Sherman (sinh ngày 24 tháng 10 năm 1954) là một chính trị gia người Mỹ phục vụ với tư cách là thành viên Dân chủ của Hạ viện Hoa Kỳ từ năm 1997. Ông hiện đại diện cho khu vực quốc hội thứ 30 của California trong Thung lũng San Fernando, Quận Los Angeles và miền đông Simi Những ngọn đồi ở quận Ventura. Trước đây, ông đại diện cho các quận quốc hội 24 và 27 của tiểu bang, nằm ở Quận Los Angeles. Anh ta hiện đang cư trú tại Sherman Oaks.

## Cuộc sống sớm, giáo dục và sự nghiệp sớm
Sherman sinh ra ở Los Angeles,  con trai của Lane và Maurice Hyman Sherman. Cha mẹ anh đều là người gốc Do Thái gốc Nga.  Ông tham gia High School Đánh dấu Keppel và Corona del Mar High School. Ông đã nhận bằng cử nhân khoa học chính trị tại Đại học California, Los Angeles  năm 1974 và bằng JD, magna cum laude, từ Trường Luật Harvard.  năm 1979.  Ông cũng là một chuyên gia luật thuế và Kế toán viên công chứng. Trước khi tham gia Quốc hội, Sherman là nhân viên tại một trong bốn công ty CPA lớn của quốc gia. Khi còn ở công ty, ông đã kiểm toán các doanh nghiệp lớn và các tổ chức chính phủ, cung cấp tư vấn luật thuế về các giao dịch trị giá hàng triệu đô la, tư vấn cho các doanh nhân và doanh nghiệp nhỏ về các vấn đề thuế và đầu tư, và giúp đại diện cho Chính phủ Philippines dưới thời Tổng thống Aquino nỗ lực thành công tịch thu tài sản của Tổng thống bị phế truất Marcos.  Sherman cũng là giảng viên của Chương trình Thuế Quốc tế của Trường Luật Harvard.

### Hội đồng Cổ phần hóa (1991 Từ1996)
Sự nghiệp dịch vụ công cộng của Sherman bao gồm phục vụ trong Hội đồng Cổ phần hóa Tiểu bang California từ năm 1991 đến năm 1996. Ông là Chủ tịch Hội đồng Quản trị từ năm 1991 đến 1995.
Nó đã được báo cáo rằng chiến dịch cho Hội đồng Cổ phần hóa liên quan đến nhiều cuộc tấn công. Claude Parrish, đối thủ của Sherman, nói rằng một ứng cử viên tổng chưởng lý đã từ chối tán thành Sherman do một bài đăng trên hội đồng kháng cáo bầu cử của bang. Sherman trả lời, gọi nó là "một trong những tác phẩm đình đám nhất trong lịch sử chính trị California đương đại".

## Hạ viện Hoa Kỳ (1997 xuất hiện)

### Bầu cử
Năm 1994, nghị sĩ đương nhiệm của đảng Dân chủ Hoa Kỳ Anthony C. Beilenson của khu vực quốc hội thứ 24 của California hầu như không sống sót sau Cách mạng Cộng hòa, giành chiến thắng trong cuộc bầu cử lại chỉ bằng một điểm hai điểm,  cho đến nay là thành tích bầu cử tồi tệ nhất trong sự nghiệp. Năm 1996, Beilenson quyết định nghỉ hưu.
Sherman quyết định điều hành và giành chiến thắng trong cuộc bầu cử sơ cấp 7 đảng Dân chủ với 54% phiếu bầu.  Trong cuộc tổng tuyển cử, ông đã đánh bại ứng cử viên đảng Cộng hòa Rich Sybert (cũng là ứng cử viên năm 1994) 49% mật44%.  Tuy nhiên, anh chưa bao giờ phải đối mặt với một cuộc thi khác gần như vậy.
Năm 1998, ông đã giành chiến thắng trong cuộc bầu cử lại với 57% số phiếu.  Sau đó, ông đã giành chiến thắng trong cuộc bầu cử lại hai năm một lần với ít nhất 62%.
2012
Việc tái phân bổ sau cuộc điều tra dân số năm 2010 đã thu hút nhà của Sherman và đồng hương của đảng Dân chủ Howard Berman, người trước đây đại diện cho Quận 28, vào Quận 30.  Ngày 30 vẽ lại là quận của Sherman nhiều hơn Berman; Sherman giữ lại khoảng 60% lãnh thổ cũ của mình, trong khi Berman giữ lại 20% số cử tri cũ của mình.  Vào ngày 5 tháng 6 năm 2012, Sherman đối mặt với Berman trong trường tiểu học cho khu vực Quốc hội thứ 30 mới của California. Sherman hoàn thành đầu tiên, dẫn 42% đến 32%. Tuy nhiên, do hệ thống bầu cử mới ở California, nơi đưa hai ứng cử viên nhận được nhiều phiếu nhất trong cuộc bầu cử sơ bộ với nhau bất kể đảng nào, hai nghị sĩ lại đối mặt nhau trong cuộc tổng tuyển cử.  Cả hai ứng cử viên đều không nhận được sự chứng thực chính thức từ Đảng Dân chủ tiểu bang.
Berman là ứng cử viên thành lập. Ông được xác nhận bởi hơn 20 nghị sĩ, bao gồm các nhà lãnh đạo đảng Steny Hoyer và Xavier Becerra. Ngoài ra, ông còn được chứng thực bằng cách ngồi Thống đốc Jerry Brown, ngồi Thị trưởng Los Angeles, ông Antonio Villaraigosa, và hai Thượng nghị sĩ Hoa Kỳ: Barbara Boxer và Dianne Feinstein.  Ông cũng được xác nhận bởi mười nghị sĩ đảng Cộng hòa từ California: David Dreier, Wally Herger, Dan Lungren, Elton Gallegly, Buck McKeon, Ed Royce,Jerry Lewis, Ken Calvert, Mary Bono Mack và Darrell Issa.  Ngoài ra, ông còn được hai Thượng nghị sĩ Cộng hòa Hoa Kỳ: John McCain (R-AZ), Lindsey Graham (R-SC) và Thượng nghị sĩ Hoa Kỳ độc lập Joe Lieberman tán thành.
Sherman được chứng nhận bởi Trung tướng Thống đốc Gavin Newsom, cựu Tổng thống Bill Clinton và cựu Thống đốc bang Massachusetts Michael Dukakis.
Trong cuộc tổng tuyển cử, Sherman đã đánh bại Berman, 60%, 40%.

### Nhiệm kỳ
Lần đầu tiên được bầu vào Hạ viện Hoa Kỳ vào năm 1996, Sherman đang phục vụ nhiệm kỳ thứ mười tại Quốc hội. Ông là thành viên cao cấp của Ủy ban Đối ngoại Hạ viện, và phục vụ như là đảng Dân chủ hàng đầu trong Tiểu ban về Châu Á. Ông là Chủ tịch danh dự của Tiểu ban về chủ nghĩa khủng bố quốc tế, không phổ biến và thương mại. Ông cũng là thành viên cấp cao của Ủy ban Dịch vụ Tài chính.
Sherman đã tổ chức hơn 160 cuộc họp tại Tòa thị chính kể từ khi được bầu vào Quốc hội.  Trong cuộc điều tra nặc danh năm 2012 của nhân viên quốc hội ở Washington, Sherman được mệnh danh là thành viên trung bình thứ hai của Hạ viện, chỉ đứng sau Sheila Jackson Lee.

#### Môi trường
Sherman đã giành được 100% đánh giá từ Câu lạc bộ Sierra,  và những người bỏ phiếu Liên đoàn Bảo tồn.
Phục vụ trong Ủy ban Ngân sách Hạ viện năm 1997, Sherman là tác giả của Sửa đổi Sherman cho Nghị quyết Ngân sách, cung cấp thêm 700 triệu đô la cho việc mua lại các vùng đất quan trọng về môi trường trong năm tài chính 98.

#### Lao động
Hồ sơ bỏ phiếu của Sherman thường được ông đánh giá 100% từ AFL-CIO, Liên minh nhân viên dịch vụ quốc tế (SEIU) và Liên đoàn nhân viên nhà nước, hạt và thành phố Mỹ (AFSCME).
Sherman là nhà đồng tài trợ ban đầu của Đạo luật lựa chọn nhân viên miễn phí khi nó được giới thiệu vào đầu năm 2007, và một lần nữa khi nó được giới thiệu lại vào năm 2009.
Sherman đã đưa ra luật, vào năm 2008 và 2010, để loại bỏ cái gọi là luật " Quyền làm việc " của tiểu bang trên toàn quốc.,  và ông ủng hộ một tiêu chuẩn quốc gia duy nhất bảo vệ quyền lao động. Sherman cũng đã phản đối các thỏa thuận thương mại tự do với Hàn Quốc, Colombia và các quốc gia khác, bởi vì ông tin rằng chúng không tốt cho người lao động Mỹ. 
Nghị sĩ Brad Sherman tham gia với các thành viên của United Food and Trade Workers (UFCW) tại một siêu thị địa phương ở Sherman Oaks

#### Vận chuyển
Sherman đã làm việc để giảm tiếng ồn sân bay ở Thung lũng San Fernando. Sherman đã tham gia cùng một số đồng nghiệp trong việc đưa ra luật, Đạo luật giảm tiếng ồn toàn thung lũng, cho phép nhà điều hành sân bay Bob Hope thực hiện lệnh giới nghiêm vào ban đêm bắt buộc.
Sherman bảo đảm các quỹ liên bang để bắt đầu một số cải tiến tại trao đổi 101/405.

#### Quyền động vật
Kỷ lục bầu chọn của Sherman đã liên tục mang lại cho anh ta một đánh giá 100% từ Hiệp hội Nhân đạo, nơi đã trao cho anh giải thưởng Nhà vô địch Humane Champion trong năm năm liên tiếp.

#### Chính sách tài khóa
Nghị sĩ Sherman "lãnh đạo cuộc nổi dậy tại nhà" chống lại kế hoạch cứu trợ ban đầu trị giá 700 tỷ USD, được gọi là Chương trình cứu trợ tài sản gặp rắc rối (Tpeg).  Sherman giới thiệu "Đạo luật quá lớn để thất bại, quá lớn để tồn tại", liên quan đến các tổ chức tài chính lớn.

#### Khủng hoảng tài chính
Trong cuộc tranh luận về Đạo luật Ổn định Kinh tế Khẩn cấp năm 2008, (thường được gọi là "gói cứu trợ của hệ thống tài chính Hoa Kỳ"), Sherman là người chỉ trích sớm và thẳng thắn về đề xuất này, dẫn đến cuộc nổi dậy của Hạ viện chống lại dự luật cứu trợ, một động thái điều này khiến ông "không được lòng dân một cách ngoạn mục với cả hai lãnh đạo đảng Cộng hòa và Dân chủ, không kể đến Phố K".  Sherman lập luận rằng Bush và các cố vấn của ông đã tạo ra một bầu không khí hoảng loạn trong nỗ lực khiến các nhà lập pháp đóng dấu cao su vào dự luật.

#### An sinh xã hội và chăm sóc sức khỏe
Sherman đã nói rằng ông "phản đối việc tạo ra một hệ thống chứng từ cho Medicare". Anh ta muốn tránh "biến [ing] An sinh xã hội thành một chương trình phúc lợi", thay vào đó giữ nó "cho những người đóng góp cho nó".
Đối với hồ sơ bỏ phiếu và những nỗ lực của mình tại Quốc hội, Sherman đã liên tục nhận được 100% đánh giá từ Ủy ban Quốc gia về Bảo tồn An sinh Xã hội và Medicare, và từ Akv (Hiệp hội Người nghỉ hưu Hoa Kỳ).  Sherman ủng hộ Đạo luật Bảo vệ Bệnh nhân và Chăm sóc Giá cả phải chăng.
Sherman đã giúp đảm bảo kinh phí để phát triển cánh phụ nữ và bệnh nhân trẻ em mới tại Phòng khám Chăm sóc Sức khỏe Gia đình của El Proyecto del Barrio ở Winnetka.

#### Nhà ở
Sherman đã giới thiệu Đạo luật bảo vệ quyền tiếp cận bình đẳng đối với các chương trình tài chính thế chấp (HR 1754), tăng giới hạn cho vay đối với các khoản vay FHA ở các khu vực có chi phí cao như quận của Sherman.
Sherman thường xuyên tổ chức các cuộc hội thảo cho cư dân Thung lũng trong quận của mình để giải quyết các vấn đề về mua nhà, tái cấp vốn nhà và tránh bị tịch thu nhà.

#### Tự do dân sự
Hồ sơ lập pháp của Sherman đã nhận được đánh giá 100% từ Liên minh Tự do Dân sự Hoa Kỳ (ACLU) năm 2011, 100% từ Tổ chức Phụ nữ Quốc gia (NOW) năm 2007 18002008, 100% từ Chiến dịch Nhân quyền năm 2009, 2010, và xếp hạng 98% từ NAACP trong năm 2009222010.
Sherman đồng tài trợ Đạo luật bảo đảm quá trình do,  sửa đổi Đạo luật không giam giữ năm 1971 để quy định rằng ủy quyền của Quốc hội cho việc sử dụng lực lượng quân sự không cho phép giam giữ vô thời hạn - miễn phí hoặc xét xử - đối với công dân Hoa Kỳ.
Năm 2011, Sherman đã bỏ phiếu chống lại việc ủy quyền lại Đạo luật Yêu nước  vì lo ngại rằng nó sẽ vi phạm các quyền tự do dân sự nhất định, bao gồm cả "điều khoản thư viện" cho phép FBI có được hồ sơ về những cuốn sách mà một người kiểm tra thư viện.

#### Quan hệ đối ngoại
Vào tháng 8 năm 2010, Sherman đã đưa ra luật pháp nhằm giải quyết tình trạng Quốc gia được ưa chuộng nhất của Trung Quốc miễn là không có "một sân chơi bình đẳng hơn giữa hai quốc gia chúng ta".  Ông nói rằng "mối quan hệ thương mại Mỹ-Trung đang bị rạn nứt khủng khiếp".
Sherman đã giới thiệu hoặc đồng tài trợ cho hơn 20 dự luật trong Đại hội 111 và 112 mà theo ông, "ban hành các lệnh trừng phạt cứng rắn hơn để cô lập Iran về kinh tế và ngoại giao".  Những nỗ lực của ông đã bao gồm luật pháp được thiết kế để đóng lỗ hổng cho các công ty Hoa Kỳ với các công ty con hoạt động ở Iran và cắt giảm tài trợ của Hoa Kỳ cho các tổ chức quốc tế cung cấp các khoản vay cho Iran.
Sherman là người ủng hộ và ủng hộ mạnh mẽ mối quan hệ Mỹ-Israel, luôn ủng hộ viện trợ cho Israel.  Năm 2004, Brad Sherman lần đầu tiên đưa ra Đạo luật Hợp tác Năng lượng Mỹ-Israel.  Nó cung cấp tiền cho các liên doanh giữa các học giả Mỹ và Israel và các công ty thuộc khu vực tư nhân thực hiện nghiên cứu và phát triển các công nghệ năng lượng tái tạo và tiết kiệm năng lượng.
Vào ngày 9 tháng 7 năm 2014, Sherman xuất hiện với tư cách là bình luận viên khách mời trên mạng Al Jazeera America. Trong lần xuất hiện của mình, Sherman đã theo đuổi các chủ sở hữu Al Jazeera có trụ sở tại Qatar, chỉ trích các chủ sở hữu đã tài trợ cho Hamas. Sherman nói, "Mỗi một trong những tên lửa đó [bị Hamas bắn vào các thành phố của Israel] là một tội ác chiến tranh, hầu như mọi người. Tất nhiên đó là tội ác chiến tranh do Hamas gây ra. Và tất nhiên chủ sở hữu của mạng truyền hình này giúp tài trợ cho Hamas." Sherman nhấn mạnh rằng Hamas thường nhắm vào các cuộc tấn công vào các mục tiêu dân sự.  Chủ sở hữu của Al Jazeera mà Sherman đề cập là chính phủ Qatar.
Vào tháng 12 năm 2014, Sherman và Dân biểu Pete Roskam (R-IL) đã yêu cầu các lệnh trừng phạt mới đối với Qatar trong một lá thư gửi Bộ trưởng Tài chính Jack Lew. Họ cũng yêu cầu một kế toán chi tiết về tài chính công và tư nhân từ Qatar cho Hamas, Al-Qaeda, Nhà nước Hồi giáo và Mặt trận al-Nusra.
Sherman và các thành viên ủng hộ Israel khác của Quốc hội đã đưa ra luật pháp cho phép Israel là một phần của chương trình miễn thị thực.  Luật pháp thất bại vì chính phủ Israel không sẵn lòng cấp du lịch miễn thị thực cho tất cả công dân Hoa Kỳ.
Là thành viên cấp cao của Ủy ban đối ngoại Hạ viện, Sherman đã tập trung vào sự công nhận của Quốc hội đối với nạn diệt chủng Armenia, cũng như tăng tài trợ cho Armenia và Nagorno-Karabakh.
Sherman kêu gọi chính quyền Trump đưa ra một đường lối cứng rắn hơn đối với Trung Quốc bằng cách áp đặt các biện pháp trừng phạt đối với các quan chức Trung Quốc chịu trách nhiệm về vi phạm nhân quyền đối với người thiểu số Hồi giáo Uyghur ở vùng tây bắc Tân Cương của Trung Quốc. Vào tháng 3 năm 2019, Sherman và các nhà lập pháp khác đã viết một lá thư cho Bộ trưởng Ngoại giao Mike Pompeo, một phần, "Vấn đề này lớn hơn cả Trung Quốc. Đó là về việc chứng minh cho những người mạnh mẽ trên toàn cầu rằng thế giới sẽ buộc họ phải chịu trách nhiệm về hành động của họ."

#### Tôn giáo
Sherman và vợ, là người Do Thái, đã là thành viên của Valley Beth Shalom - một giáo đường bảo thủ ở Encino, California - trong nhiều năm.
Với vai trò là nghị sĩ, Sherman đã xuất hiện tại các sự kiện được tài trợ bởi hầu hết mọi giáo phái tôn giáo được thực hiện ở Mỹ - bao gồm cả Do Thái chính thống,  Cải cách Do Thái, Do Thái bảo thủ, Do Thái tái thiết, Do Thái truyền thống Ba Tư,  Do Thái truyền thống, Nhà thờ Khoa học,  Hồi giáo, Công giáo,  Công giáo La Mã, Thiên chúa giáo Coplic, Nhà thờ Assyrian, Chính thống Hy Lạp, Nhà thờ Armenia,  Sikh,  Phật giáo, Ấn Độ giáo, Chính thống giáo Nga, Giáo hội Chính thống cải cách Hungary, Episcopalian, Methodist, Presbyterian, Church of Christ, Kitô giáo phi giáo phái, và Kitô giáo truyền giáo.
Sherman bày tỏ sự chia buồn với cộng đồng người Sikh sau vụ xả súng chết người tại một ngôi đền Sikh vào tháng 8 năm 2012.  Sau vụ tấn công khủng bố ngày 11 tháng 9, Sherman đã cùng với các đồng nghiệp giới thiệu một nghị quyết để lên án sự cố chấp và bạo lực đối với người Mỹ gốc Sikh.  Sherman đã chủ trương thay mặt cho các nhóm thiểu số tôn giáo bên ngoài Hoa Kỳ, bao gồm người Ấn giáo ở Pakistan và Kitô hữu và người Do Thái trong thế giới Ả Rập.  Sherman đã giới thiệu các nhóm thiểu số tôn giáo trong Nghị quyết Thế giới Ả Rập, kêu gọi bảo vệ các quyền và tự do của các nhóm thiểu số tôn giáo, đặc biệt là ở Ai Cập và Iraq.

#### Chính sách Internet
Năm 2011, Sherman đồng tài trợ cho SOPA.  Đối thủ của Sherman năm 2012 Howard Berman tại khu vực quốc hội mới thứ 30 của California là nhà đồng tài trợ ban đầu của luật pháp về SOPA.

#### Tiền điện tử
Vào ngày 14 Tháng Ba năm 2018, Sherman đã phát biểu chỉ trích gay gắt về Bitcoin, cryptocurrency, và Offerings Coin ban đầu. Ông bắt đầu nhận xét đã chuẩn bị của mình bằng cách nói "Tiền điện tử là một crock". Ông nói thêm, trong hồ sơ của Quốc hội, tất cả số Bitcoin làm được là cho phép "vài chục người đàn ông trong quận của tôi ngồi trong bộ đồ ngủ trên ghế dài cả ngày và nói với vợ rằng họ sẽ trở thành triệu phú". Ông còn đề xuất thêm rằng Bitcoin không cung cấp bất kỳ giá trị nào cho nền kinh tế thực, hỏi "khi bạn mua Bitcoin, bạn có giúp xây dựng một nhà máy mới không?" Vào ngày 18 tháng 7 năm 2018, Sheman đã kêu gọi lệnh cấm đối với việc giao dịch hoặc khai thác tiền điện tử của Người Mỹ; và các tiểu bang sử dụng tiền điện tử làm phương tiện trao đổi chỉ hữu ích đối với các cá nhân tạo điều kiện cho buôn bán ma túy, khủng bố và trốn thuế. [ cần cập nhật ]

#### LGBT
Sherman là một người ủng hộ mạnh mẽ quyền LGBT. Ông đã được xếp hạng 100% từ Chiến dịch Nhân quyền, nhóm quyền LGBT lớn nhất của quốc gia, trong các Đại hội lần thứ 114, 113 và 112.
Sherman là thành viên của LGBT Equality Caucus,  và là người ủng hộ hôn nhân đồng giới.  Ông đã bỏ phiếu ủng hộ Đạo luật Đừng hỏi, Đừng nói bãi bỏ năm 2010.
Sherman là một gốc đồng tài trợ của Dân biểu Jared Polis 's Đạo luật Student Non-Phân biệt đối xử.  Sherman cũng là nhà đồng tài trợ cho Đạo luật Không phân biệt đối xử việc làm.  Năm 2009, Sherman bình chọn cho Matthew Shepard và James Byrd, Jr. Ghét Đạo luật phòng chống tội phạm,  mà áp đặt hình phạt liên bang bổ sung cho những tội ác thúc đẩy bởi lòng căm thù dựa trên chủng tộc, tôn giáo, hoặc thực tế hoặc nhận xu hướng tình dục.

#### Phá thai
Sherman là ủng hộ sự lựa chọn. Anh đã giành được 100% đánh giá từ NARAL và Plazed Parenthood.

#### Kiểm soát súng
Sherman đã làm việc để mở rộng định nghĩa về đạn xuyên giáp trong luật pháp Hoa Kỳ. Ông là nhà tài trợ cho Đạo luật Bảo vệ Thi hành Luật Bảo vệ (PLEA).  Sherman đã nhận được đánh giá 100% từ Chiến dịch Brady để ngăn chặn Bạo lực súng.

#### Thương mại quốc tế
Sherman đã phản đối Hiệp định thương mại tự do Bắc Mỹ (NAFTA) và Hiệp định thương mại tự do Trung Mỹ (CAFTA), cho rằng các thỏa thuận này làm mất việc làm của Mỹ, không bảo vệ người lao động nước ngoài, gây hại cho môi trường và khiến người nộp thuế Mỹ phải trả hàng tỷ đô la.  Sherman cũng phản đối Hiệp định thương mại tự do với Hàn Quốc, cho rằng một hiệp định thương mại được đề xuất của Mỹ có thể làm suy yếu lợi ích kinh tế và an ninh của Mỹ bằng cách mang lại lợi ích cho Trung Quốc và Triều Tiên.

#### Giáo dục
Sherman đã giành được 100% đánh giá từ Hiệp hội Giáo viên California, [ cần dẫn nguồn ] Hiệp hội Giáo dục Quốc gia,  và Liên đoàn Giáo viên Hoa Kỳ.

#### Môi trường văn phòng và cáo buộc hành vi sai trái tình dục Matt Dababneh
Vào tháng 12 năm 2017, tám cựu trợ lý của Sherman nói rằng các văn phòng của ông ở Washington, DC và California có môi trường độc hại đặc trưng bởi "sự lạm dụng bằng lời nói thường xuyên từ nghị sĩ và nhân viên cấp cao khiến họ cảm thấy bị bắt nạt và mất tinh thần".  Trọng tâm của những lời chỉ trích là Matt Dababneh, giám đốc quận của Sherman và một cố vấn thân cận,  bắt đầu làm việc cho Sherman năm 2005, và trở thành giám đốc quận cho Sherman năm 2009.  Dababneh được bầu vào bang California Hội vào năm 2013,  và từ chức khỏi cơ thể đó sau khi các cáo buộc tấn công tình dục và các hành vi sai trái khác được đưa ra để chống lại anh ta. Các cựu nhân viên trong văn phòng của Sherman nói với Thời báo Los Angeles rằng Dababneh thường xuyên đưa ra những nhận xét về tình dục không phù hợp, bao gồm những bình luận đồi trụy và phân biệt giới tính, và khoe khoang về những hành vi tình dục của anh ta.  Không ai cho rằng Sherman biết về hành vi của Dababneh, nhưng một số nhân viên nói rằng môi trường văn phòng không khuyến khích báo cáo và nói rằng Sherman sẽ không chấp nhận khiếu nại về một cố vấn đáng tin cậy.
Sherman đã thừa nhận là "một ông chủ khó tính" nhưng "phủ nhận rằng phong cách quản lý của ông đã góp phần vào sự im lặng về hành vi của Dababneh."  Các cuộc khảo sát của nhân viên của Capitol Hill đánh giá Sherman là một trong những thành viên khó làm việc hơn, với tỷ lệ doanh thu nhân viên cao.
Vào tháng 1 năm 2018, Sherman đã tổ chức một cuộc họp tại tòa thị chính ở Reseda, nơi một người hỏi đã ủng hộ một người thách thức chính của đảng Dân chủ cho Sherman cáo buộc nghị sĩ có chính sách quấy rối tình dục không thỏa đáng. Sherman trả lời rằng "Chúng tôi có năm cách khác nhau để báo cáo quấy rối tình dục trong văn phòng của tôi. Một trong số đó là nói chuyện với cá nhân tôi. Và tôi nói chuyện với mỗi nhân viên vài lần trong năm về chính sách của văn phòng." Cuộc trao đổi đã được cắt từ một video về sự kiện mà văn phòng của Sherman đăng lên YouTube; văn phòng nói rằng nó đã loại trừ khỏi guồng quay nổi bật "tất cả các câu hỏi của người hỏi làm việc với chiến dịch của đối thủ nếu người hỏi không tiết lộ sự thật đó trong câu hỏi của họ."

#### Luận tội
Vào ngày 12 tháng 7 năm 2017, Sherman đã đưa ra một Điều khoản luận tội (H. Res. 438) chống lại Tổng thống Donald J. Trump vì tội ác và tội nhẹ với lý do Trump cố gắng cản trở công lý bằng cách sa thải James Comey khỏi FBI  Sherman chỉ có một nhà đồng tài trợ, Al Green (D-TX), người đầu tiên kêu gọi luận tội Trump vào tháng 5 năm 2017.

### Nhiệm vụ của ủy ban
- Ủy ban dịch vụ tài chính
  - Tiểu ban về Nhà ở, Phát triển Cộng đồng và Bảo hiểm
  - Tiểu ban về an ninh quốc gia, phát triển quốc tế và chính sách tiền tệ
  - Tiểu ban bảo vệ nhà đầu tư, doanh nhân và thị trường vốn
- Ủy ban đối ngoại
  - Tiểu ban về Châu Á, Thái Bình Dương và Không phổ biến (Chủ tịch)
  - Tiểu ban về Trung Đông, Bắc Phi và Chủ nghĩa khủng bố quốc tế
- Ủy ban Khoa học, Không gian và Công nghệ
  - Tiểu ban nghiên cứu và công nghệ

### Thành viên của Caucus
- Quốc hội Sindh Caucus (Chủ tịch)
- Nhà Baltic Caucus
- Caucus Nghệ thuật Quốc hội
- Quốc hội Châu Á Thái Bình Dương Caucus

## Quận 30 của Quốc hội
Ranh giới quận quốc hội lần thứ 30 hiện bao gồm các cộng đồng của:
- Hẻm núi Bell
- Công viên Canoga, Los Angeles
- Chatsworth, Los Angeles
- Encino, Los Angeles
- Hills Hills, Los Angeles
- Đồi ẩn
- Northridge, Los Angeles
- Nông trại Porter, Los Angeles
- Reseda, Los Angeles
- Phòng thí nghiệm Santa Susana
- Sherman Oaks, Los Angeles
- Thành phố Studio, Los Angeles
- Tarzana, Los Angeles
- Hồ Toluca, Los Angeles
- West Hills, Los Angeles
- Winnetka, Los Angeles
- Đồi Woodland, Los Angeles

## Cuộc sống cá nhân
Vào ngày 3 tháng 12 năm 2006, Sherman kết hôn với Lisa Nicola Kaplan, một nhân viên đối ngoại của Bộ Ngoại giao Hoa Kỳ.  đứa con đầu lòng của cặp đôi này, Molly Hannah Sherman, được sinh ra vào ngày 14, năm 2009.  đứa con thứ hai của họ, Naomi Claire Sherman, sinh ngày 6 tháng 2 năm 2010.  con thứ ba của họ, Lucy Rayna Sherman, sinh ngày 8 tháng 8 năm 2011